# ジャン2世 (ブルターニュ公)
ジャン2世（Jean II de Bretagne、1239年1月3日または1月4日 - 1305年11月16日）は、ブルターニュ公。ジャン1世赤毛公とブランカ（フランス語名:ブランシュ・ド・シャンパーニュ＝ナヴァール）の子。1268年よりイングランド貴族としての称号リッチモンド伯を持っていた。

## 生涯
妃がイングランド王女ベアトリスであったため、彼女の兄であるエドワード1世と非常に親しかった。彼はリッチモンド伯にすぎなかったが、父ジャン1世やルイ聖王とともに第8回十字軍に赴いている。十字軍は1271年にルイ聖王がチュニスで没して終わり、父ジャン1世はブルターニュへ帰国した。しかし彼はパレスチナへ向かったエドワード王子のあとについていった。
1285年、彼はフランス王フィリップ3世に同道してアラゴン王ペドロ3世と戦った（アラゴン十字軍）。彼は自分の子供たちの少なくとも3人を連れてイングランド王のもとにあった。エドワード1世がジャンをアキテーヌの総司令官に任命したため、シャルル・ド・ヴァロワ率いるフランス王の軍勢に対してアキテーヌを守らねばならなかった。ジャンは挫折のみ味わった。ブルターニュで食糧を補給しようとしたイングランド軍がフィヌテールのサン・マチュー修道院を略奪したのである。ジャン2世は隣国に自軍の軍事力を誇示するために軍を招集した。フランスとの和平が結ばれると、ジャン2世は孫息子ジャン（ジャン3世）とシャルル・ド・ヴァロワの娘イザベルを結婚させた。これにより、1297年にフィリップ4世がジャン2世をフランス貴族とした。1297年から1304年まで、フラマン地方で戦いを続けるフランス王の軍旗のもとでジャン2世は戦った。
和平後の1305年、彼はブルトン人の司教たちとの争いを解消するため、ローマ教皇クレメンス5世の戴冠式に出席すべくリヨンへ向かった。サン＝ジュスト教会へ戻る道すがら、彼は教皇の乗るラバの手綱を引いていたが、大観衆に押された壁が崩落し、教皇はラバから落ち、ジャン2世は壁の下敷きになった。ジャン2世は事故から4日後に死んだ。彼の遺体は鉛の柩に入れられ、彼が創設したカルメル会のプロエルメルの修道院に埋葬されるべく運ばれた。1821年にジャン2世の柩はサンタルメル教会に移されている。

## 子女
1260年、サン＝ドニでイングランド王女ベアトリスと結婚。6子をもうけた。彼女の持参金としてリッチモンド伯位がジャン2世にもたらされた。
- アルテュール2世（1262年 - 1312年）
- ジャン（1266年 - 1334年） - リッチモンド伯
- マリー（1268年 - 1339年） - サン＝ポル伯ギー4世・ド・シャティヨンの妻
- ブランシュ（1270年 - 1327年） - フィリップ・ダルトワの妻
- ピエール（1269年 -1313年） - レオン子爵
- アリエノール（1275年 - 1342年） - フォントヴロー修道院長